# Kalligram

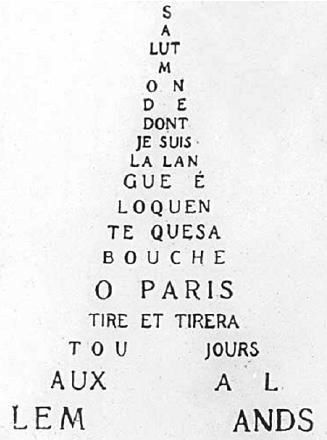
'Salut monde (...)'. Afkomstig uit Calligrammes (1918).

Een kalligram (ook: calligram) is een vorm van het typograferen van tekst, waarbij de regels niet horizontaal gezet zijn maar in grillige vorm op papier staan. Ook worden figuren, zoals cirkels, uit letters opgebouwd. Een voorstelling die uit letters is opgebouwd wordt ook wel typografiek genoemd.
Het begrip kalligram is ontleend aan de dichtbundel Calligrammes (1918) van Guillaume Apollinaire. Het gedicht Il pleut ('het regent') uit deze bundel is bijvoorbeeld gezet uit diagonale regels, waardoor de regen ook typografisch verbeeld wordt.

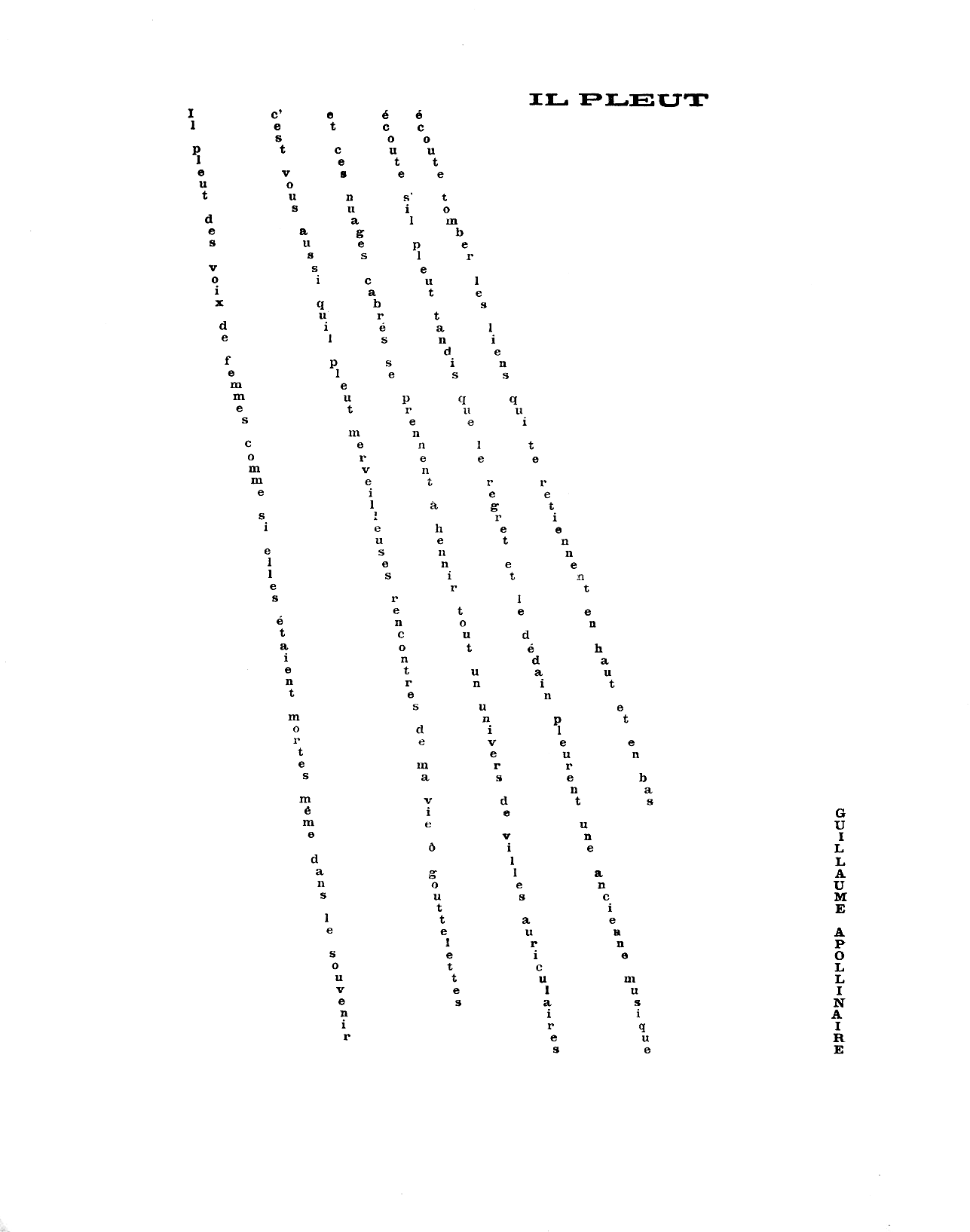
Il pleut

Bezette Stad van Paul van Ostaijen in de typografische verzorging van Oscar Jespers toont kalligrammen. Ook het gedicht Romantisches café van Hendrik Marsman is een kalligram.
Avantgardistische tijdschriften als Merz van El Lissitzky en Kurt Schwitters, en Lacerba en The Next Call van Hendrik Werkman tonen een verwante typografie. Hierin worden kalligrammen gezet met gebruikmaking van verschillende lettertypen en korpsen. Ook worden andere typografische hulpmiddelen als lijnen en blikvangers toegepast.